# Cryptolestes duplicatus
Cryptolestes duplicatus är en skalbaggsart som först beskrevs av Joseph Waltl 1839.  Cryptolestes duplicatus ingår i släktet Cryptolestes, och familjen ritsplattbaggar. Enligt den svenska rödlistan är arten sårbar i Sverige. Arten förekommer på Öland och Götaland. Artens livsmiljö är skogslandskap.

## Bildgalleri

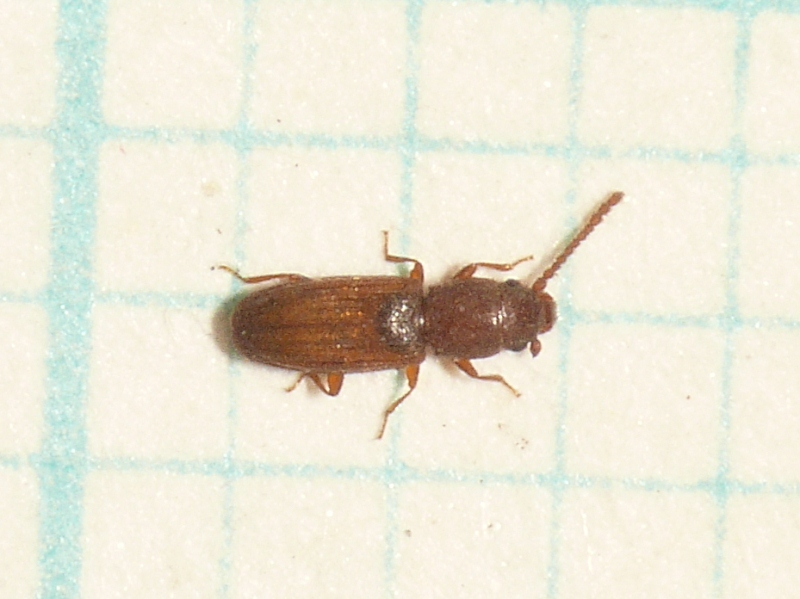